# Slaget vid Selånger

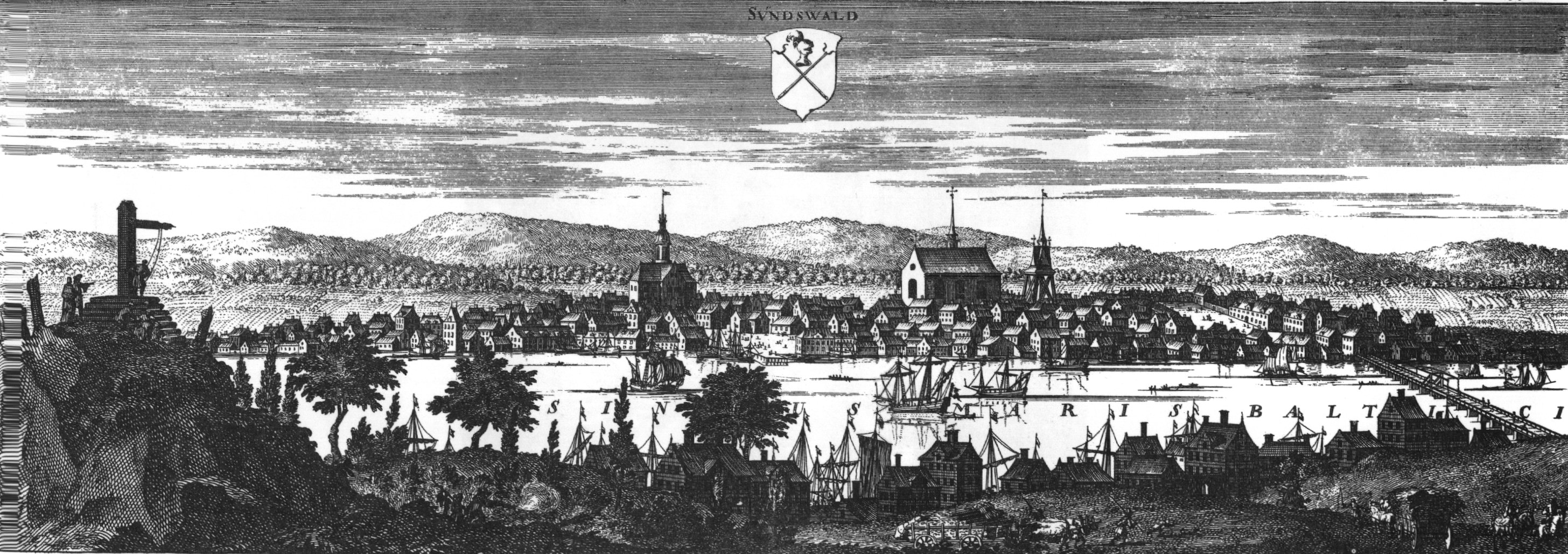
Sundsvall (1690–1710) ur Erik Dahlberghs verk Suecia antiqua et hodierna

Slaget vid Selånger var det sista slaget under de rysshärjningar som drabbade den svenska östersjökusten 1719-1721, och under stora nordiska kriget 1700-1721. Slaget utspelade sig den 25 maj 1721 i och omkring Sundsvall och Selånger. Jämtlands kavallerikompani spelade huvudrollen på den svenska sidan och hade mot sig en tio gånger så stor styrka kosacker och över 6 000 man ryskt infanteri. Resultatet blev en rysk seger, och staden Sundsvall med omkringliggande byar och bruksorter plundrades och brändes ned. 

## Upptakt
Den ryska galärflottan hade redan 1719 härjat Sverige men tack vare de åtgärder som landshövdingen i Västernorrland, Hugo Hamilton, vidtagit så hade Gästriklands, Medelpads och Ångermanlands kuster klarat sig ganska väl. Ryska galärer misslyckades med att landstiga vid Gävle, men året därpå lyckades ryska trupper plundra och bränna ned Umeå för att sedan dra sig tillbaka. Vid denna tid skyddades dock Sundsvall och Medelpad av två kavallerikompanier från Åboland som sedan 1719 låg förlagda vid kusten. Truppernas närvaro ledde, på grund av försörjningssvårigheter, till klagomål från lokalbefolkningen, varvid trupperna drogs bort 1720. Kvar blev endast ett reducerat kavallerikompani från Jämtland.

## Striderna
År 1721 hade återigen en rysk galärflotta siktats utefter Norrlandskusten på sin väg norrut. Länsstyrelsen som vid denna tid låg i Gävle bestämde att sända major Johan Henrik Fieandt till Sundsvall för att organisera stadens försvar. Väl framme satte Fieandt upp en försvarstyrka bestående av 80 båtsmän från Första Norrlands båtsmanskompanis andra del under befäl av kommendör Herman Wibbling, som vid denna tid fanns i staden för att utgöra besättningar på två större och fyra mindre nybyggda galärer, samt avdelningen om 80 ryttare från Jämtlands kavallerikompani och ett allmogeuppbåd om cirka 150 man. Fieandt hade dock hoppats på att 700–800 man skulle kunna uppbådas av allmoge och stadsbor och skrev i bittra ordalag efter striden om medelpadingarnas oförmåga och vilja.
Ryttarkompaniet, under löjtnant Johan Lindstedts befäl, var strandvakt i Sundsvall. 25 av ryttarna var veteraner från Armfelts tåg mot Norge, vissa även från Finland och Baltikum, men majoriteten av ryttarna var nyrekryterade bönder som fyllt luckorna efter katastrofen på Öjfjället. 
När kornetten Nandelstadt siktade den ryska galärflottan och förstod dess omfattning, föreslog han löjtnant Lindstedt att ta till ”harvärjan”, då ett försvar av staden syntes utsiktslöst. Detta tyckte inte Lindstedt, som enligt kornetten ”ägde för mycket eld och brawoure att finna sig derwid”.
Striden började i Sundsvall med att den ryska eskadern på 33 galärer, 33 lodjor och 33 slupar fullastade med manskap och materiel attackerade staden med artillerield och prickskytteeld.
Ryssarna landsatte därpå trupper vid Mon, söder om stadens centrum. Svenskarna var då tvungna att bränna magasinshusen samt två köpmanskepp och ett större fartyg vilka var lastade med järn och virke för att de inte skulle falla i fiendens händer.
Försvararna, som inte hade något understöd av artilleri förutom några små pjäser som gav eld från gårdarna och båtarna i närheten, lyckades ändå med de 80 kavalleristerna, 80 båtsmännen och 77 bönderna och borgargardet, hålla de landstigande ryssarna stången i en timmes tid vid västra Stadsbron vid Åkroken. De svenska galärerna fördes av båtsmännen inåt Selångerfjärden men måste senare stickas i brand. När major Fieandt, som var högste befäl för svenskarna, med sina små resurser hotades av att bli kringränd av de ryska kosackerna och det ryska infanteriet vid västra bron, beordrade han att man skulle dra sig tillbaka på vägen mot Jämtland och med 70 man inta stridsställning i skogen vid Holmbron. Detta skulle visa sig omöjligt då bönderna och båtsmännen flydde och lämnade de jämtländska kavalleristerna ensamma att tillsammans med Fieandt slåss mot den ryska övermakten, som bestod av omkring 600 kosacker och 6870 man infanteri. Kavalleristerna försvarade sig väl och lyckades genom två motanfall hejda ryssarna. Svenskarna måste sedan retirera vidare via Selångersdalen till Nävsta och Valla byar i Selångers socken cirka åtta kilometer väster om Sundsvall, där man återigen satte sig till motvärn.
Svenskarna lyckades med två motanfall uppehålla ryssarna, men fick efter det att ryssarna fått förstärkning utkämpa en hopplös kamp mot övermakten. Ryssarna lyckades få fram förstärkning och det blev en svår strid för svenskarna. 22 man blev nedsablade på landsvägen vid Valla (Nandelstadt). Omkring tio man lyckades hugga sig igenom ryssarnas linjer och fly. Tio svenskar blev tagna som fångar och förda till S:t Petersburg jämte kavallerikompaniets fana. Hela Sundsvall skövlades och brändes ned och endast kyrkan med klockstapeln klarade sig utan skador.

## Efterspel

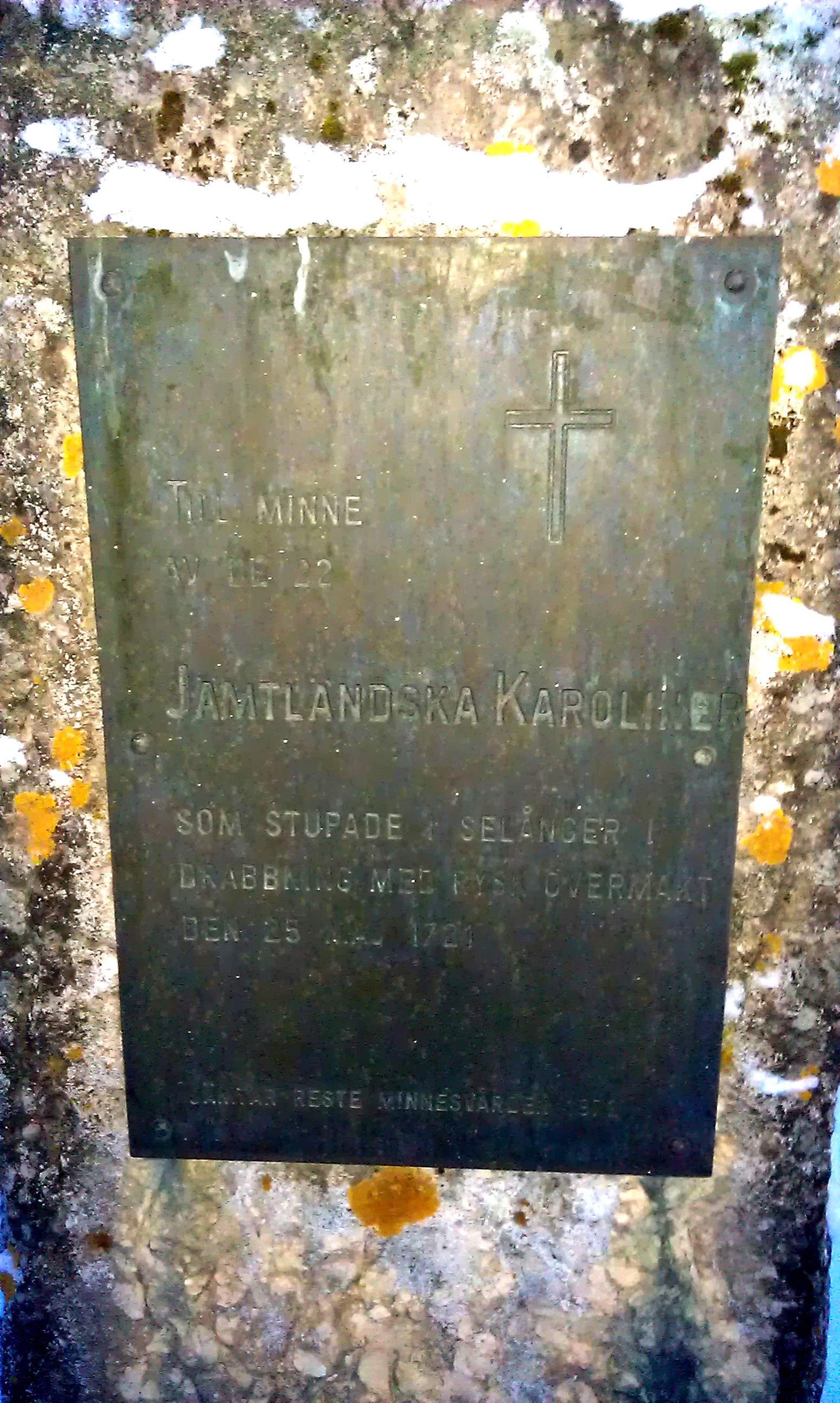
Minnessten över 22 stupade jämtländska kavallerister vid Selångers gamla kyrkoruin.

Sju av de bortförda männen återkom efter freden. Ryssarna förlorade enligt kornett Nandelstedt, som var en av fångarna som återkom, omkring 40 man. Det är okänt hur stora förlusterna var bland båtsmännen. Två dagar tidigare, den 23 maj hade två jämtländska kavallerister och fjorton kosacker, osäkert hur många allmogemän, stupat i Hudiksvall. Dessa strider skulle komma att bli de sista som ägde rum under det stora nordiska kriget. Major Fieandt överlevde sina svåra blessyrer och stupade senare 1741 vid Villmanstrand under hattarnas ryska krig.

## Minnesmärke
Vid Widesbrons fäste vid Åkroken på Västermalm återfinnes ett minnesmärke över slaget vid Selånger 1721, med inskriptionen ”Johan Henrik Fieandt kämpade här mot härjande fiende den 25 maj 1721.” I stenen finns en rysk kanonkula insatt, som långt efter slaget upphittades i skogarna kring Selånger.